# Antonio Margheriti
Pour les articles homonymes, voir Margheriti et Dawson.
À ne pas confondre avec Anthony Dawson, comédien britannique.
Antonio Margheriti, également connu sous le pseudonyme d'Anthony M. Dawson, est un réalisateur italien, né le 19 septembre 1930 à Rome (Italie) et mort le 4 novembre 2002 à Monterosi (Italie).

## Biographie
Antonio Margheriti est considéré comme l'un des artisans les plus efficaces de la série B italienne.
D'abord technicien en effets spéciaux, Antonio Margheriti devient cinéaste dans les années 1960, s'illustrant presque uniquement dans le cinéma de genre. Il tourne des films de science-fiction, des péplums, des westerns spaghettis, des films d'horreur, des films érotiques... Ses films visant un marché international, il prend d'abord le pseudonyme d'Anthony Daisies (soit « Antoine Marguerites », traduction littérale de son vrai nom). Mais, ayant découvert que ce nom avait en anglais une connotation homosexuelle, il choisit de se faire appeler Anthony M. Dawson. Il ignorait cependant qu'un acteur britannique s'appelait Anthony Dawson, ce qui a entraîné par la suite quelques confusions. Le seul film qu'il signa de son vrai nom est Moi, je t'aime (1968), un mélodrame avec Dalida.
En 1982, Antonio Margheriti réalise le mythique Yor, le chasseur du futur avec Reb Brown. Le film, répertorié sur nanarland, est classé comme l'un des '100 films les plus mauvais et les plus drôles de l'histoire du cinéma' dans le guide de John Wilson The Official Razzie Movie Guide.
Objet d'un véritable culte en Allemagne, le film bénéficie d'une page hommage sous son titre allemand : Einer Gegen das Imperium.
En 2009, dans le film Inglourious Basterds de Quentin Tarantino, un des basterds (Eli Roth) se fait passer pour un cadreur italien et dit se nommer : Antonio Margheriti. En 2019, Quentin Tarantino y fait encore mention dans son film Once Upon a Time... in Hollywood, où le protagoniste Rick Dalton (incarné par Leonardo DiCaprio) part en Italie tourner différents films dont un certain Operazione Dyn-o-mite prétendument réalisé par Antonio Margheriti, il s'agit vraisemblablement d'un clin d'œil au véritable film Opération Goldman.
Son fils Edoardo Margheriti travaille également dans le cinéma et la télévision.
Il meurt d'une crise cardiaque le 4 novembre 2002 à Monterosi, à l'âge de 72 ans. Il est inhumé au cimetière de Monterosi.

## Filmographie
- 1960 : Le Vainqueur de l'espace (Space Men)
- 1961 : La Planète des hommes perdus (Il pianeta degli uomini spenti)
- 1962 : Les Derniers Jours d'un empire (Il crollo di Roma)
- 1962 : La Flèche d'or (L'arciere delle mille e una notte), coréalisé avec Bruno Vailati
- 1963 : La Vierge de Nuremberg (La vergine di Norimberga)
- 1964 : Danse macabre (Danza macabra)
- 1964 : Marchands d'esclaves (Anthar l'invincibile)
- 1964 : Le Monde sans voiles (it) (Il pelo nel mondo) (documentaire)
- 1964 : La Terreur des Kirghiz (Ursus, il terrore dei kirghisi)
- 1964 : Les Géants de Rome (I giganti di Roma)
- 1964 : La Sorcière sanglante (I lunghi capelli della morte)
- 1965 : Les Criminels de la galaxie (I criminali della galassia)
- 1966 : A 077 défie les tueurs (A 077, sfida ai killers)
- 1966 : Opération Goldman (Operazione Goldman)
- 1966 : La Guerre des planètes (I diafanoidi vengono da Marte)
- 1966 : La Planète errante (Il pianeta errante)
- 1967 : La mort vient de la planète Aytin (La morte viene dal pianeta Aytin)
- 1967 : Joe l'implacable (Joe l'implacabile)
- 1968 : Le Sadique de la treizième heure (Nude... si muore)
- 1968 : Moi, je t'aime (Io ti amo)
- 1968 : Avec Django, la mort est là (Joko invoca Dio... e muori)
- 1969 : Contronatura
- 1970 : Et le vent apporta la violence (E Dio disse a Caino...)
- 1970 : L'Insaisissable Monsieur Invisible (L'inafferrabile invincibile Mr. Invisibile)
- 1971 : Les Fantômes de Hurlevent (Nella stretta morsa del ragno)
- 1971 : Décaméron 3 (Novelle galeotte d'amore)
- 1972 : Les Mille et Une Nuits érotiques (Finalmente... le mille e una notte)
- 1973 : Les Diablesses (La morte negli occhi del gatto)
- 1973 : Hercule contre Karaté (Ming, ragazzi!)
- 1973 : Chair pour Frankenstein (Flesh for Frankenstein)
- 1974 : La Brute, le Colt et le Karaté (Là dove non batte il sole)
- 1974 : Manone il ladrone
- 1975 : La Chevauchée terrible (Take a Hard Ride)
- 1976 : L'Ombre d'un tueur (Con la rabbia agli occhi)
- 1978 : Whiskey e fantasmi
- 1978 : Le Renard de Brooklyn (Controrapina)
- 1979 : L'Invasion des piranhas (Killer Fish - Agguato sul fondo)
- 1980 : Pulsions cannibales (Apocalypse domani)
- 1980 : Héros d'apocalypse (L'ultimo cacciatore)
- 1981 : L'Enfer en quatrième vitesse (Car Crash)
- 1982 : Les Aventuriers du cobra d'or (I cacciatori del cobra d'oro)
- 1982 : Tiger Joe (Fuga dall'arcipelago maledetto)
- 1983 : Yor, le chasseur du futur (Il mondo di Yor)
- 1983 : Ultime Combat (Tornado)
- 1984 : Le Temple du dieu Soleil (I sopravvissuti della città morta)
- 1984 : Nom de code : Oies sauvages (Arcobaleno selvaggio)
- 1985 : Les Aventuriers de l'enfer (La leggenda del rubino malese)
- 1985 : Commando Léopard (Commando Leopard)
- 1988 : Le Triangle de la peur (Il triangolo della paura)
- 1989 : Alien, la créature des abysses (Alien degli abissi)
- 1989 : Indio
- 1991 : Indio 2 - La rivolta
- 1992 : Gengis Khan (film inachevé)
- 1997 : Cyberflic (Potenza virtuale)

### Télévision
- 1987 : L'isola del tesoro (it) (feuilleton)